# Afinación reentrante

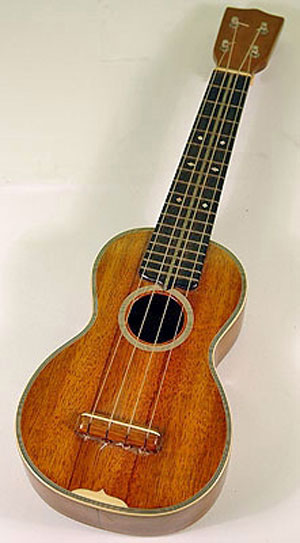
Soprano ukulele, un instrumento que casi siempre se afina de manera reentrante.

La afinación reentrante es una afinación para instrumentos de cuerda donde las cuerdas no están ordenadas de manera ascendente (del tono más grave al tono más agudo o viceversa).
Un cambio en la afinación ascendente o descendente implica que la afinación es reentrante. En la mayoría de los casos los instrumentos "re-entran" una sola vez, lo que implica que la afinación ascendente se "rompe" o se pierde entre un par de cuerdas. En el caso del Ukulele Soprano la afinación reentrante sucede entre la tercera y la cuarta cuerda (las cuerdas más cercanas a la vista del músico), mientras que en el caso del Cuatro Venezolano la afinación reentrante sucede entre las dos cuerdas inferiores (las cuerdas más lejanas a la vista del músico).
Los instrumentos que poseen una afinación reentrante son:
- ukulele soprano y de concierto.
- Laúd, algunas variaciones de más de 7 cuerdas.
- Guitarra barroca
- Vihuela mexicana
- Cuatro venezolano.
- Banyo.
- charango andino.
- Sitar.
- Tonkori ainu.

Otros instrumentos que a veces se afinan de este modo:
- Tenor ukulele
- Ten-string extended-range classical guitar
- Tenor guitar

Algunos instrumentos como la guitarra de doce cuerdas o el bajo de ocho cuerdas no so consideran con afinación reentrante ya que su afinación es de la nota más grave a la nota más aguda.

## Ukulele
Los Ukuleles, con excepción del tenor y el barítono, son normalmente afinados de manera reentrante. A esas afinaciones se les llama en inglés high-4th tunings.
Para estos Ukuleles la afinación no reentrante también es posible.

## Charango
El Charango andino es un instrumento de 10 cuerdas y 5 tonos, construido de armadillo y casi siempre afinado de manera reentrante.
Otros miembros de la familia del Charango como el hualaycho, ronroco, y charangon son afinados de forma similar.

## Ten-string guitar
La guitarra de 10 cuerdas fue diseñada originalmente para tener una afinación reentrante, inventada por Narciso Yepes ahora es llamada afinación moderna. Esta afinación y otras afinaciones reentrantes como la Marlow son comúnmente utilizadas, así como la afinación no reentrante barroca. Hay algunas guitarras eléctricas de diez cuerdas utilizadas en el jazz que también usan estas afinaciones.

## Cuatro
El Cuatro Venezolano es un miembro de la familia de la guitarra. Un poco más pequeño que la guitarra y de 4 cuerdas. Su tamaño y construcción es similar a la del Ukulele y su nombre es compartido en Sur América con otros instrumentos. Sin embargo, el Cuatro Venezolano es el único instrumento llamado "Cuatro" que en realidad posee 4 cuerdas. 
La afinación tradicional del cuatro es similar a la del Ukulele pero reentrante, pero a diferencia del Ukulele sucede en las dos cuerdas inferiores (las más lejanas a la vista del músico). Esto hace que se puedan tocar los mismos acordes que con el Ukulele pero con resultados muy diferentes.
Existen otras afinaciones para el Cuatro Venezolano no reentrantes, pero ninguna tan popular como el "cambur pinton" del Cuatro (nombre por el cual se conoce esta afinación reentrante en su país de origen). 

## Guitarra Tenor
Una variedad de afinaciones son usadas para la guitarra tenor pero una mínima cantidad es reentrante. Un ejemplo de una afinación reentrante para la guitarra tenor es comenzar la afinación de las cuerdas 1 al 3 E-B-G como en la guitarra de 6 cuerdas, pero cambiar cuarta cuerda a una octava por encima.

## Banjo

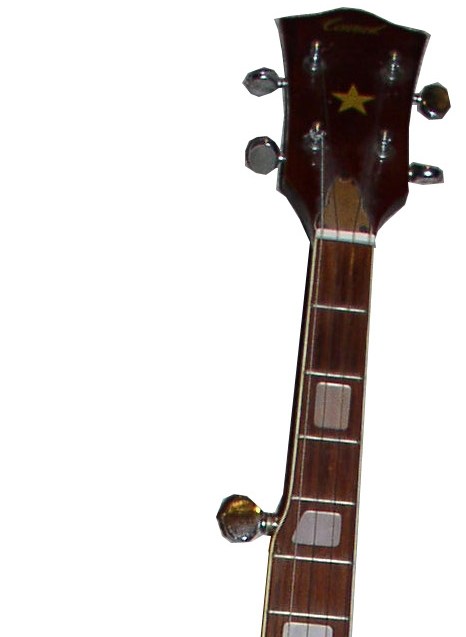
Upper neck and head of a bluegrass banjo, showing the shorter 5th string

La quinta cuerda del bajo de cinco cuerdas, llamada comúnmente la "cuerda del pulgar" está normalmente afinada una octava más arriba que cualquiera de las otras cuatro, así que técnicamente es una afinación reentrante aunque sea de manera ascendente. El banjo de cinco cuerdas normalmente se utiliza en la música bluegrass y en música antigua (Mirar old-time music).